# 肖特利鎮區 (明尼蘇達州貝爾特拉米縣)
肖特利鎮區（英語：Shotley Township）是位於美國明尼蘇達州貝爾特拉米縣的一個行政鎮區。

## 地方資料
肖特利鎮區的面積為121.20平方千米，當中陸地面積為84.90平方千米，而水域面積為36.30平方千米。根據2020年美國人口普查的數據，當地共有人口32人，而人口密度為每平方千米0.26人。